# Les Discrets
Les Discrets – francuski zespół/projekt muzyczny, grający shoegaze, post-rock oraz post-metal, którego głównym członkiem jest Fursy Teyssier (Phest, Amesoeurs) - muzyk, grafik i reżyser. Projekt założony w 2003 roku, jako połączenie jego sztuki z muzyką. Zespół opublikował swoje pierwsze LP w 2010 roku.

## Muzycy
- Fursy Teyssier - gitara, gitara basowa, wokal
- Winterhalter - perkusja
- Audrey Hadorn - wokal, teksty utworów
- Zero - gitara i wokal w czasie koncertów
- Neige - gitara basowa w czasie koncertów

## Dyskografia
- Les Discrets / Alcest - Split EP, 2009
- Septembre et Ses Dernières Pensées - LP, 2010
- Whom the Moon a Nightsong Sings - Kompilacja, 2010
- Les Discrets / Arctic Plateau - Split EP, 2011
- Ariettes oubliées... - LP, premiera w lutym 2012[2]